# Franz-Josef Rehrl
Franz-Josef Rehrl (Schladming, 15 marzo 1993) è un combinatista nordico austriaco.

## Biografia
Nato a Schladming e originario di Ramsau am Dachstein, a livello giovanile nazionale ha gareggiato anche nello sci di fondo. Nella combinata nordica, in Coppa del Mondo ha esordito il 10 dicembre 2011 nel suo paese d'origine, classificandosi 49º.
Nel 2012 ha vinto la medaglia d'oro nella gara a squadre dal trampolino normale ai Mondiali juniores di Erzurum; l'anno dopo, nella rassegna iridata giovanile di Liberec, nella medesima specialità ha ottenuto la medaglia d'argento. Il 20 febbraio 2016 ha conquistato il suo primo podio in Coppa del Mondo classificandosi 3º nella sprint a squadre disputata a Lahti; ai XXIII Giochi olimpici invernali di Pyeongchang 2018, sua prima presenza olimpica, si è classificato 13º nel trampolino normale.
Il 18 gennaio 2019 ha colto a Chaux-Neuve la sua prima vittoria in Coppa del Mondo; ai successivi Mondiali di Seefeld in Tirol 2019 ha vinto la medaglia di bronzo nel trampolino lungo, nella gara a squadre dal trampolino normale e nella sprint a squadre dal trampolino lungo, mentre si è classificato 4º nel trampolino normale. Ai XXIV Giochi olimpici invernali di Pechino 2022 si è piazzato 9º nel trampolino normale, 11º nel trampolino lungo e 4º nella gara a squadre. Ai Mondiali di Planica 2023 ha vinto la medaglia di bronzo nel trampolino normale e a quelli di Trondheim 2025 ha vinto la medaglia d'argento nella gara a squadre e si è piazzato 14º nel trampolino normale e 17º nel trampolino lungo.

## Palmarès

### Mondiali
- 5 medaglie:
  - 1 argento (gara a squadre a Trondheim 2025)
  - 4 bronzi (trampolino lungo, gara a squadre dal trampolino normale, sprint a squadre dal trampolino lungo a Seefeld in Tirol 2019; trampolino normale a Planica 2023)

### Mondiali juniores
- 2 medaglie:
  - 1 oro (gara a squadre dal trampolino normale a Erzurum 2012)
  - 1 argento (gara a squadre dal trampolino normale a Liberec 2013)

### Coppa del Mondo
- Miglior piazzamento in classifica generale: 3º nel 2019
- 15 podi (12 individuali, 3 a squadre):
  - 2 vittorie (individuali)
  - 3 secondi posti (2 individuali, 1 a squadre)
  - 10 terzi posti (8 individuali, 2 a squadre)

#### Coppa del Mondo - vittorie
| Data            | Località    | Nazione | Trampolino             | Spec.       |
| --------------- | ----------- | ------- | ---------------------- | ----------- |
| 18 gennaio 2019 | Chaux-Neuve | Francia | La Côté Feuillée HS118 | IN LH/5 km  |
| 19 gennaio 2019 | Chaux-Neuve | Francia | La Côté Feuillée HS118 | IN LH/10 km |

Legenda:

IN = individuale Gundersen

LH = trampolino lungo

## Campionati austriaci juniores
- 3 medaglie[2]:
  - 1 oro (10 km nel 2010)
  - 2 argenti (5 km nel 2010; 15 km TL MS di sci di fondo nel 2011)